# Sveriges imamråd
Sveriges imamråd är en organisation för svenska imamer. Ordförande i rådet är Mahmoud Khalfi, imam vid Stockholms moské. Organisationen är startad av Islamiska förbundet i Sverige.
Sveriges imamråd uttalar sig ofta i media, ibland tillsammans med andra religioners organisationer. Sveriges imamråd har tillsammans med koptiska ortodoxa kyrkan, katolska kyrkan och Sveriges kristna råd tydligt tagit avstånd från könsstympning samt stödjer den svenska nationella handlingsplanen mot könsstympning genom att underteckna ett gemensamt dokument, vilket är första gången det sker i Sverige. Vidare publicerades en debattartikel i Expressen från Sveriges imamråds ordförande Hassan Moussa om att han anser att extrema muslimer måste stoppas och där han kritiserar den brittiska regeringen och polisen i Storbritannien för att inte ha "vidtagit radikala åtgärder för att stoppa hatpredikanterna". Religionsforskaren Sameh Egyptson anklagade ledningen av imamrådet att tala i kluvna tungor. Han översatte en del av en intervju av den tidigare ordförande Hassan Mousa till satellitkanalen Al Jazeera där han beskrev Moskébranden i Eskilstuna 2016 som en inledning och början på ett folkmord på muslimer i Sverige. Hassan Moussa använder uttrycket ”islamocaust”, alltså en remix på uttrycket holocaust. Den nuvarande ordförande Mahmoud Khalfi hävdar i sin tur till den arabiska mediekanalen Alkompis att det pågår en ”etnisk politisk rensning mot muslimer” i den svenska politiken.

## Ledarskap
- Mahmoud Khalfi (2016-)[1]
- Hassan Moussa, ordförande (2005[6]-2010[9])